# Галкин, Максим Евгеньевич
Максим Евгеньевич Галкин (род. 12 июля 1999, Караганда) — казахстанский футболист, полузащитник клуба «Шахтёр».

## Карьера
Воспитанник карагандинского футбола. Футбольную карьеру начинал в 2017 году. 13 марта 2021 года в матче против клуба «Атырау» дебютировал в казахстанской Премьер-лиге (1:0).

## Статистика
| Клуб             | Сезон            | Лига | Лига | Кубки | Кубки | Еврокубки | Еврокубки | Суперкубок | Суперкубок | Итого | Итого |
| Клуб             | Сезон            | Игры | Голы | Игры  | Голы  | Игры      | Голы      | Игры       | Голы       | Игры  | Голы  |
| ---------------- | ---------------- | ---- | ---- | ----- | ----- | --------- | --------- | ---------- | ---------- | ----- | ----- |
| Шахтёр           | 2018             | 0    | 0    | 1     | 0     | —         | —         | —          | —          | 1     | 0     |
| Шахтёр           | 2021             | 4    | 0    | 2     | 0     | —         | —         | 1          | 0          | 7     | 0     |
| Шахтёр           | 2022             | 4    | 0    | 1     | 0     | —         | —         | —          | —          | 5     | 0     |
| Шахтёр           | 2023             | 22   | 1    | 4     | 0     | —         | —         | —          | —          | 26    | 1     |
| Шахтёр           | 2024             | 1    | 0    | —     | —     | —         | —         | —          | —          | 1     | 0     |
| Шахтёр           | Итого            | 31   | 1    | 8     | 0     | —         | —         | 1          | 0          | 40    | 1     |
| → Шахтёр М       | 2017             | 28   | 3    | —     | —     | —         | —         | —          | —          | 28    | 3     |
| → Шахтёр М       | 2018             | 31   | 7    | —     | —     | —         | —         | —          | —          | 31    | 7     |
| → Шахтёр М       | 2019             | 1    | 0    | —     | —     | —         | —         | —          | —          | 1     | 0     |
| → Шахтёр М       | 2021             | 2    | 1    | —     | —     | —         | —         | —          | —          | 2     | 1     |
| → Шахтёр М       | 2022             | 1    | 2    | —     | —     | —         | —         | —          | —          | 1     | 2     |
| → Шахтёр М       | Итого            | 63   | 13   | —     | —     | —         | —         | —          | —          | 63    | 13    |
| → Шахтёр-Булат   | 2018             | 5    | 0    | —     | —     | —         | —         | —          | —          | 5     | 0     |
| → Шахтёр-Булат   | 2019             | 21   | 2    | —     | —     | —         | —         | —          | —          | 21    | 2     |
| → Шахтёр-Булат   | 2020             | 12   | 1    | —     | —     | —         | —         | —          | —          | 12    | 1     |
| → Шахтёр-Булат   | 2021             | 11   | 6    | —     | —     | —         | —         | —          | —          | 11    | 6     |
| → Шахтёр-Булат   | 2022             | 21   | 11   | —     | —     | —         | —         | —          | —          | 21    | 11    |
| → Шахтёр-Булат   | Итого            | 69   | 19   | —     | —     | —         | —         | —          | —          | 69    | 19    |
| Всего за карьеру | Всего за карьеру | 163  | 33   | 8     | 0     | —         | —         | 1          | 0          | 172   | 33    |